# Thomas Boulden Thompson
Sir Thomas Boulden Thompson, 1. baronet (anglicky Sir Thomas Boulden Thompson, 1st Baronet Thompson of Hartsbourne) (28. února 1766 Barnham, Kent, Anglie – 3. března 1828 Hartsbourne, Hertfordshire, Anglie) byl britský admirál. U královského námořnictva sloužil od dětství, později patřil k okruhu blízkých přátel admirála Nelsona (tzv. Nelson's Band of Brothers). Jako kapitán (1790) se vyznamenal během válek s revoluční Francií. V bojích u Kodaně (1801) byl těžce zraněn a jako invalida byl penzionován. Poté zastával funkce v námořní administraci a byl také poslancem parlamentu. V roce 1806 získal šlechtický titul baroneta a mimo aktivní službu nakonec dosáhl hodnosti viceadmirála (1814).

## Životopis

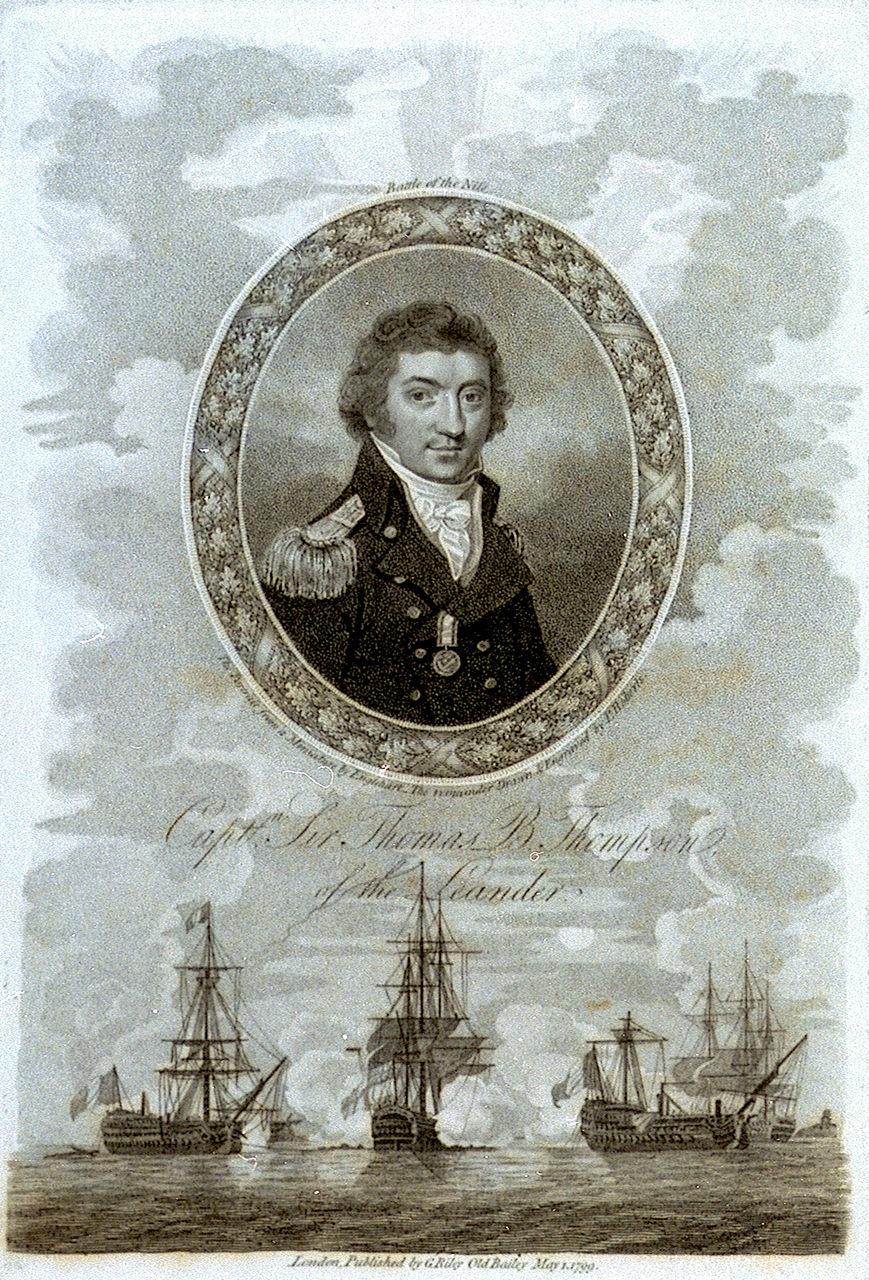
Kapitán Thomas Boulden Thompson a jeho vlajková loď HMS Leander (oslavný grafický list vydaný po bitvě u Abúkíru (1798, sbírky Národního námořního muzea v Greenwichi)

Narodil se v Kentu jako syn Richarda Bouldena, v dětství byl ale adoptován svým strýcem, námořním důstojníkem Edwardem Thompsonem, a přijal jeho jméno. V roce 1778 vstoupil do námořnictva a původně sloužil pod svým strýcem, poté se s admirálem Rodneyem zúčastnil výpravy na Gibraltar (1780). V roce 1782 byl povýšen na poručíka a poté sloužil znovu pod Edwardem Thompsonem do roku 1786 u břehů Afriky. Poté kotvil v Portsmouthu a v roce 1787 převezl stovky černochů do Sierry Leone, i když důstojníci Royal Navy měli přepravování otroků zakázáno. Poté absolvoval plavby do Karibiku a k břehům Kanady. V roce 1788 byl s polovičním platem propuštěn do výslužby.
V době španělského vyzbrojování v roce 1790 byl povýšen na kapitána, ale do aktivní služby na moře zatím nebyl povolán, dalších šest let žil v Londýně. Až v roce 1796 převzal velení lodi HMS Leander s 52 děly a posádkou 350 mužů. Připojil se ke Středomořské flotile admirála Jervise a byl přidělen k eskadře Horatia Nelsona, s nímž se spřátelil. S Nelsonem podnikl výpravu na Tenerife, kde byl zraněn (1797). Po návratu do Evropy operoval u Gibraltaru, kde se mu podařilo zajmout několik španělských a francouzských lodí. S Nelsonem bojoval ve vítězné bitvě u Abúkíru, krátce nato ale musel podstoupit neúspěšný samostatný boj s francouzskou lodí Généreux. Musel se vzdát a ztratil svou loď HMS Leander, následný vojenský soud jej ale zprostil viny. V roce 1799 byl povýšen do šlechtického stavu s nárokem na titul Sir a obdržel roční penzi ve výši 200 liber.
V roce 1799 převzal velení řadové lodi HMS Bellona se 74 děly a posádkou 550 mužů. Připojil se k flotile admirála Hooda u Brestu, poté operoval ve Středozemním moři, kde se mu znovu podařilo zajmout několik nepřátelských lodí. Po účasti na blokádě Brestu byl převelen k Baltské flotile admirála Hyde Parkera a v roce 1801 se zúčastnil bombardování Kodaně. Při této akci Thompsonova loď najela na mělčinu a jako nehybný cíl se stala snadným terčem pro dělostřeleckou palbu z pobřeží. Kromě ztráty 11 námořníků byl zraněn i sám Thompson, který přišel o nohu.
Po těžkém zranění rezignoval na další aktivní službu na moři, ale v letech 1806–1816 zastával funkci finančního inspektora námořnictva (Comptroller of the Navy). V roce 1806 byl také povýšen na baroneta a v letech 1807–1818 byl i poslancem Dolní sněmovny. V parlamentu zastupoval město Rochester a připojil se ke straně toryů. Mimo aktivní službu dosáhl hodností kontradmirála (1809) a viceadmirála (1814). V závěru kariéry zastával čestný post pokladníka špitálu v Greenwichi (1816–1828) a v roce 1822 obdržel velkokříž Řádu lázně.
V roce 1799 se oženil s Anne Raikes (1771–1846), s níž měl pět dětí. Dědicem titulu baroneta byl syn Sir Thomas Raikes Trigge Thompson (1804–1865), který také sloužil u námořnictva a dosáhl hodnosti viceadmirála (1863).